# San Nazzaro (Itália)
San Nazzaro é uma comuna italiana da região da Campania, província de Benevento, com cerca de 805 habitantes. Estende-se por uma área de 2 km², tendo uma densidade populacional de 403 hab/km². Faz fronteira com Calvi, Montefusco (AV), Pietradefusi (AV), San Giorgio del Sannio, San Martino Sannita.

## Demografia
| Variação demográfica do município entre 1861 e 2011                               |
|                                                                                   |
| Fonte: Istituto Nazionale di Statistica (ISTAT) - Elaboração gráfica da Wikipedia |